# Phyllanthus loandensis
Phyllanthus loandensis là một loài thực vật có hoa trong họ Diệp hạ châu. Loài này được Welw. ex Müll.Arg. miêu tả khoa học đầu tiên năm 1864.